# Frankrike i Junior Eurovision Song Contest
Frankrike debuterade i Junior Eurovision Song Contest 2004 och har till och med 2024 deltagit 8 gånger. Landet drog sig ur året efter sin debut. 2018 återvände landet till tävlingen och slutade på en andra plats. Två år senare vann Frankrike tävlingen med låten J'ìmagine efter att han vunnit både jury och online-röstningen. Landets slutade på en tredje plats året därpå i Paris. Frankrike fick sin andra vinst år 2022 då Lissandro tog hem segern i Jerevan. Landet stod återigen som segrare i 2023 års tävling i Nice. Frankrike är därmed det land som vunnit tävlingen flest gånger, tillsammans med Georgien. Landet vann även juryröstningen samtliga år mellan 2020 och 2023.

## Deltagare
| År                               | Artist       | Sång               | Översättning          | Nr | Poäng |
| 2004                             | Thomas       | Si on voulait bien | Om vi verkligen ville | 6  | 78    |
| Deltog inte mellan 2005 och 2017 |              |                    |                       |    |       |
| 2018                             | Angélina     | Jamais sans toi    | Aldrig utan dig       | 2  | 203   |
| 2019                             | Carla        | Bim bam toi        | Bim bam du            | 5  | 169   |
| 2020                             | Valentina    | J'ìmagine          | Jag föreställer mig   | 1  | 200   |
| 2021                             | Enzo         | Tic Tac            | Tick Tack             | 3  | 187   |
| 2022                             | Lissandro    | Oh Maman!          | Åh, min mamma         | 1  | 203   |
| 2023                             | Zoé Clauzure | Cœur               | Hjärta                | 1  | 228   |
| 2024                             | Titouan      | Comme ci, comme ça | Så här, sådär         | 4  | 177   |